# Hermann Dernburg
Hermann Dernburg (* 16. Oktober 1868 in Darmstadt; † 15. September 1935 in Zürich) war ein deutscher Architekt mit überwiegendem Wirkungskreis in Berlin.

## Leben
Dernburg war der jüngere Sohn des nationalliberalen Politikers und Publizisten Friedrich Dernburg. Der Bankier und Politiker Bernhard Dernburg, Staatssekretär im Reichskolonialamt und später Reichstagsabgeordneter, war sein Bruder. 
Er selbst studierte an der Technischen Hochschule Karlsruhe und an der Technischen Hochschule (Berlin-)Charlottenburg und arbeitete danach zunächst als Mitarbeiter im Büro von Alfred Messel. Später machte er sich selbständig und entwarf zahlreiche Industrie- und Verwaltungsbauten. Zu seinen Hauptwerken gehören der Berliner Sportpalast und das ehemalige Warenhaus Wertheim in Breslau.
Von 1900 bis 1914 war er mit der Innenarchitektin und Bühnenautorin Ilse Dernburg (geb. Rosenberg) verheiratet.

## Bauten und Entwürfe (Auswahl)
- 1901–1906: Landgericht Berlin III in Berlin-Charlottenburg, Tegeler Weg (als Mitarbeiter der Justiz-Bauverwaltung) (unter Denkmalschutz)[1]
- 1906–1907: Geschäftshaus der Aktienbrauerei Patzenhofer in Berlin-Mitte, Taubenstraße (unter Denkmalschutz)[2]
- 1907–1908: Erweiterungsbau der Darmstädter Bank für Handel und Industrie in Berlin, Schinkelplatz 3–4
- 1909–1910: Sporthalle, auch Sportpalast in Berlin-Schöneberg, Potsdamer Straße (nicht erhalten)
- 1909–1911: Rütgers-Haus, errichtet als Verwaltungsgebäude der Rütgerswerke in Berlin-Tiergarten, Lützowstraße 33–36 (unter Denkmalschutz)[3]
- 1910: Büro- und Geschäftshaus für die Deutsche Gasglühlicht AG (Auer-Gesellschaft) in Berlin-Friedrichshain, Ehrenbergstraße 11–14 (unter Denkmalschutz)[4][5]
- um 1910: Geschäftshaus Hohenzollern-Kunstgewerbehaus in Berlin, Königgrätzer Straße (nicht erhalten)[6]
- 1912: Wohnhaus für die Witwe M. Aye geb. Dernburg in Berlin-Grunewald, Erbacher Straße 4 (unter Denkmalschutz)[7]
- 1912: Fabrikbauten der Schokoladenfabrik Sarotti in Berlin-Tempelhof, Teilestraße (unter Denkmalschutz)[4][8]
- 1914–1915: Langenbeck-Virchow-Haus der Deutschen Gesellschaft für Chirurgie in Berlin, Luisenstraße 58–59 (unter Denkmalschutz)[4][9]
- vor 1921: eigenes Wohnhaus in Berlin-Dahlem, Miquelstraße 34 (nicht erhalten)[4][10]
- vor 1921: Entwurf für ein Theater der Zehntausend für Max Reinhardt in Berlin[4]
- vor 1921: Entwurf eines Theaters für Max Reinhardt auf der Freundschaftsinsel in Potsdam[4]
- vor 1921: Entwurf eines Hotels am Bahnhof Friedrichstraße in Berlin[4]
- vor 1921: Erweiterungsbau für das Konfektionshaus Herrmann Gerson in Berlin, Jägerstraße 38 (nicht erhalten)[4]
- vor 1921: Büro- und Geschäftshaus der Handelszentrale Deutscher Kaufhäuser eGmbH in Berlin, Am Köllnischen Park 1[4] (auch Sitz der Hauptverwaltung der Bauunternehmung Held & Francke; in später verändertem Zustand erhalten)
- vor 1921: Wiederaufbau von Schloss Garzau (Märkische Schweiz) (unter Denkmalschutz)[4]
- 1925–1926: Wohnbebauung in Berlin-Wedding, Brüsseler Straße/Amrumer Straße
- 1927–1929: Mehrfamilienwohnhaus-Bebauung in der Wohnstadt Carl Legien in Berlin-Prenzlauer Berg, Grellstraße 62–73, Gubitzstraße 47a und 49, Küselstraße 1–27 (unter Denkmalschutz)[11]
- 1928: Verwaltungsgebäude der Schultheiß-Patzenhofer Brauerei AG in Berlin-Spandau, Neuendorfer Straße 26–29 (unter Denkmalschutz)[12][13]
- 1928–1930: Warenhaus Wertheim in Breslau, Tauentzienplatz / Schweidnitzer Straße (ab 2007 restauriert)[12]

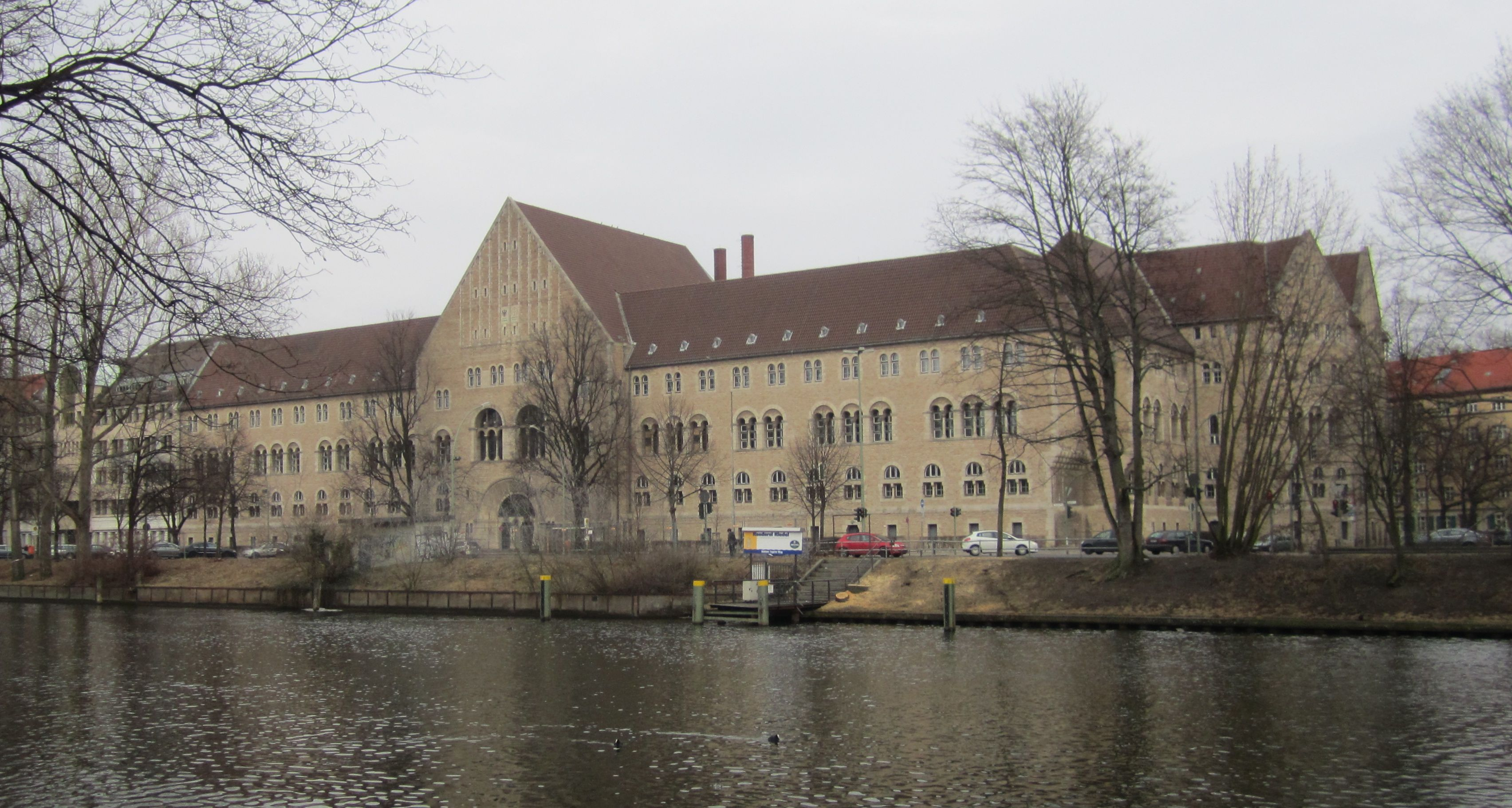
Landgericht Berlin III (Foto 2012)
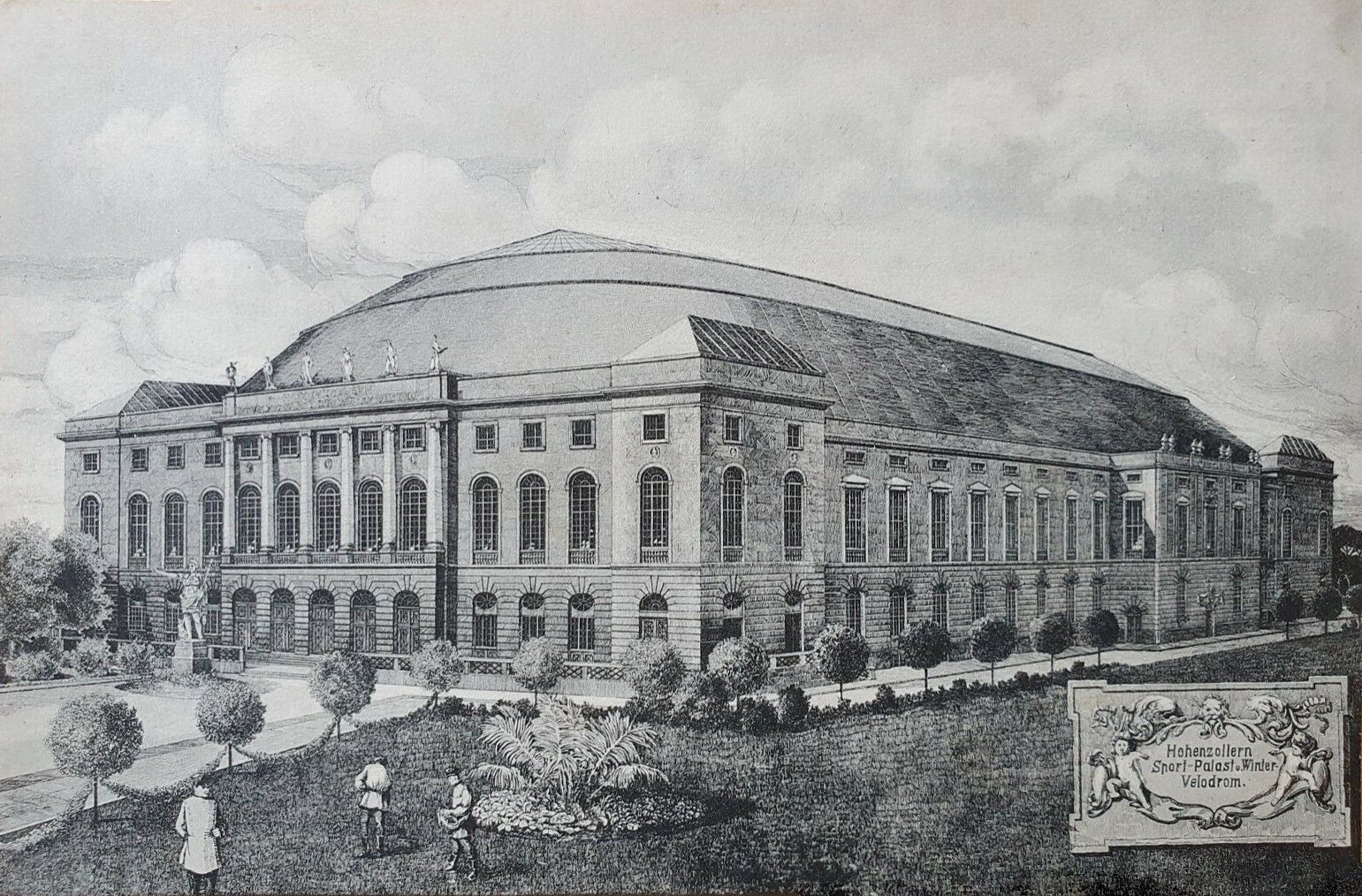
Berliner Sportpalast (Ansichtskarte um 1910)
Langenbeck-Virchow-Haus in Berlin (Foto 1915)
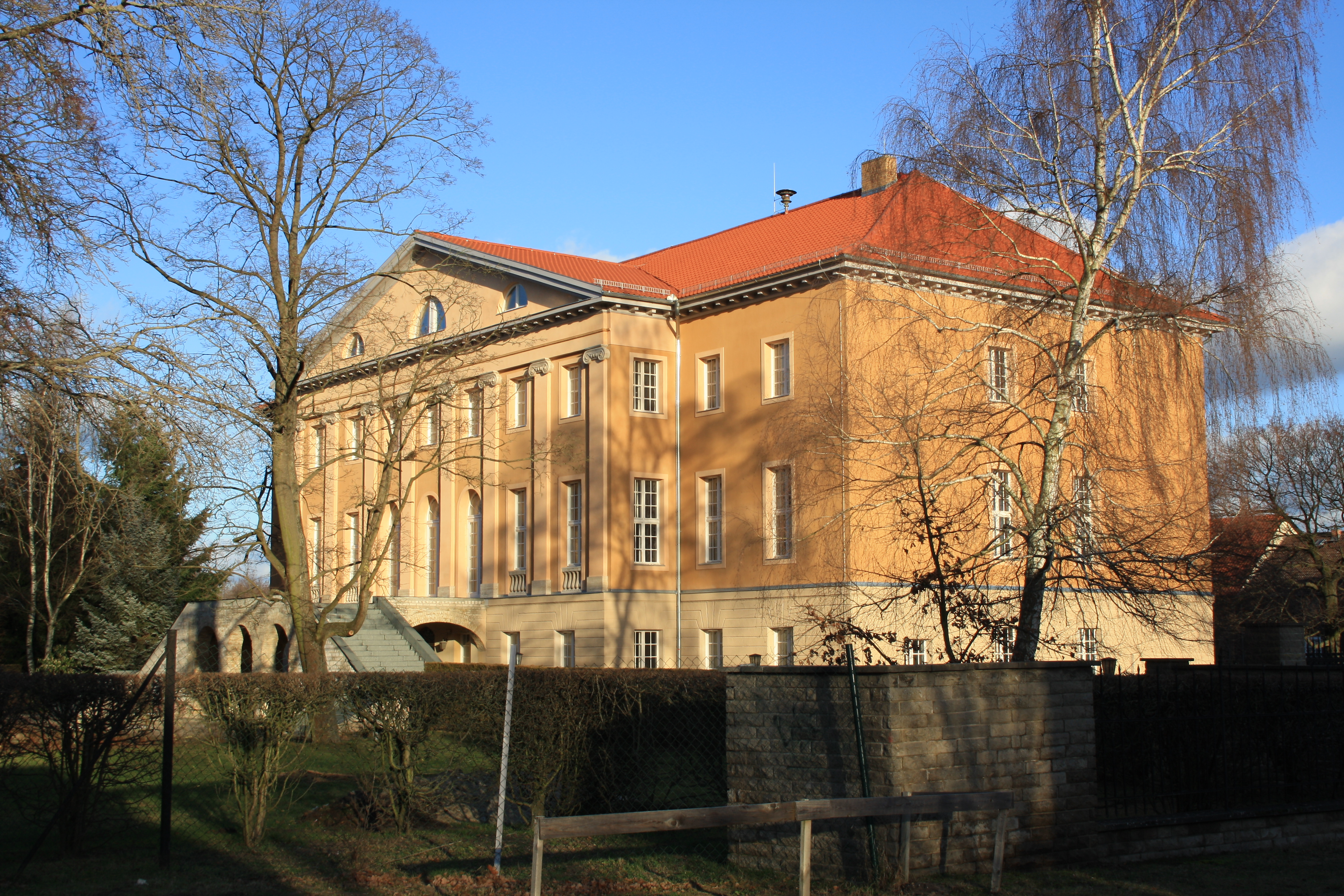
Schloss Garzau (Foto 2012)
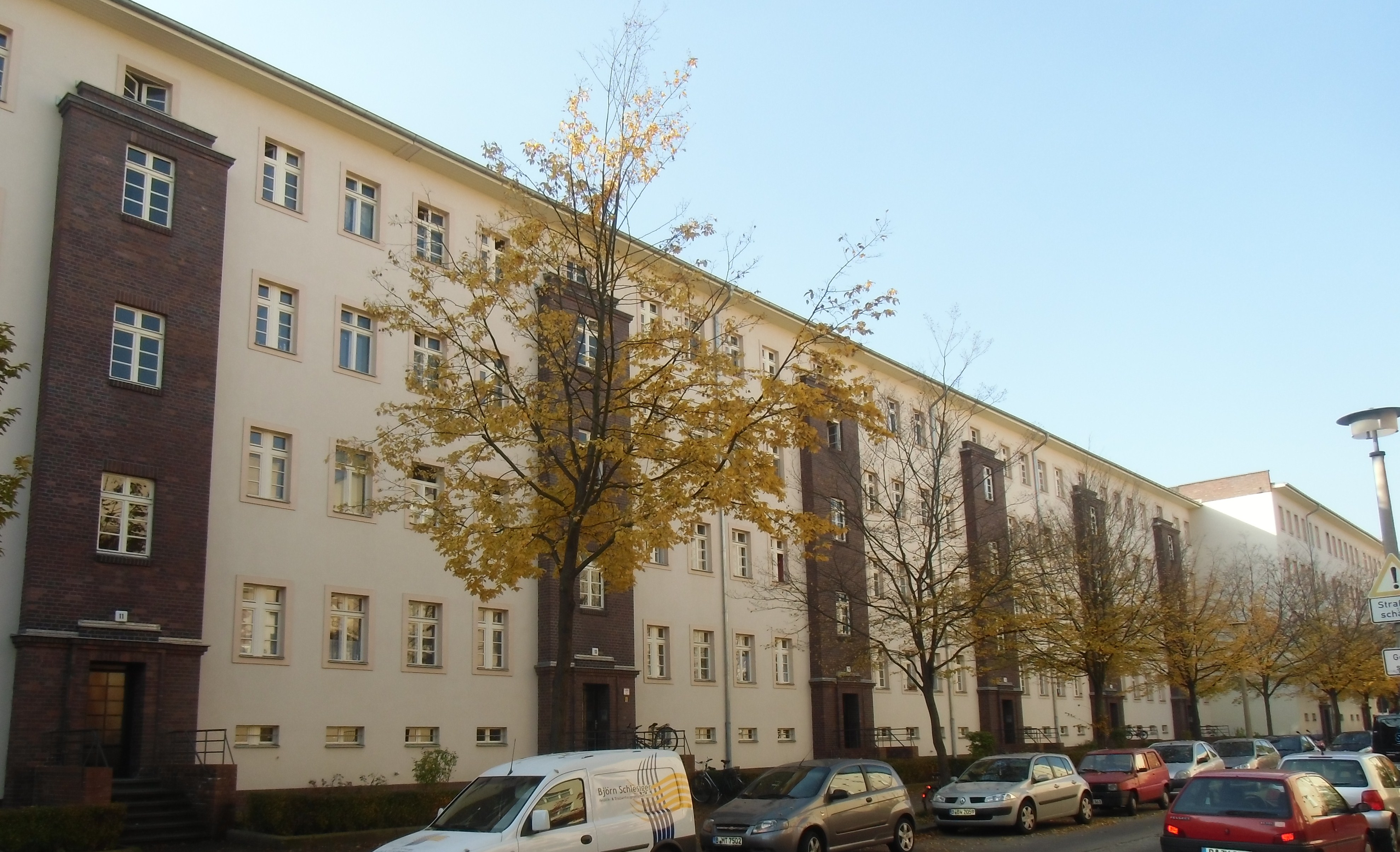
Wohnbauten Küselstraße 1–27 in Berlin (Foto 2012)
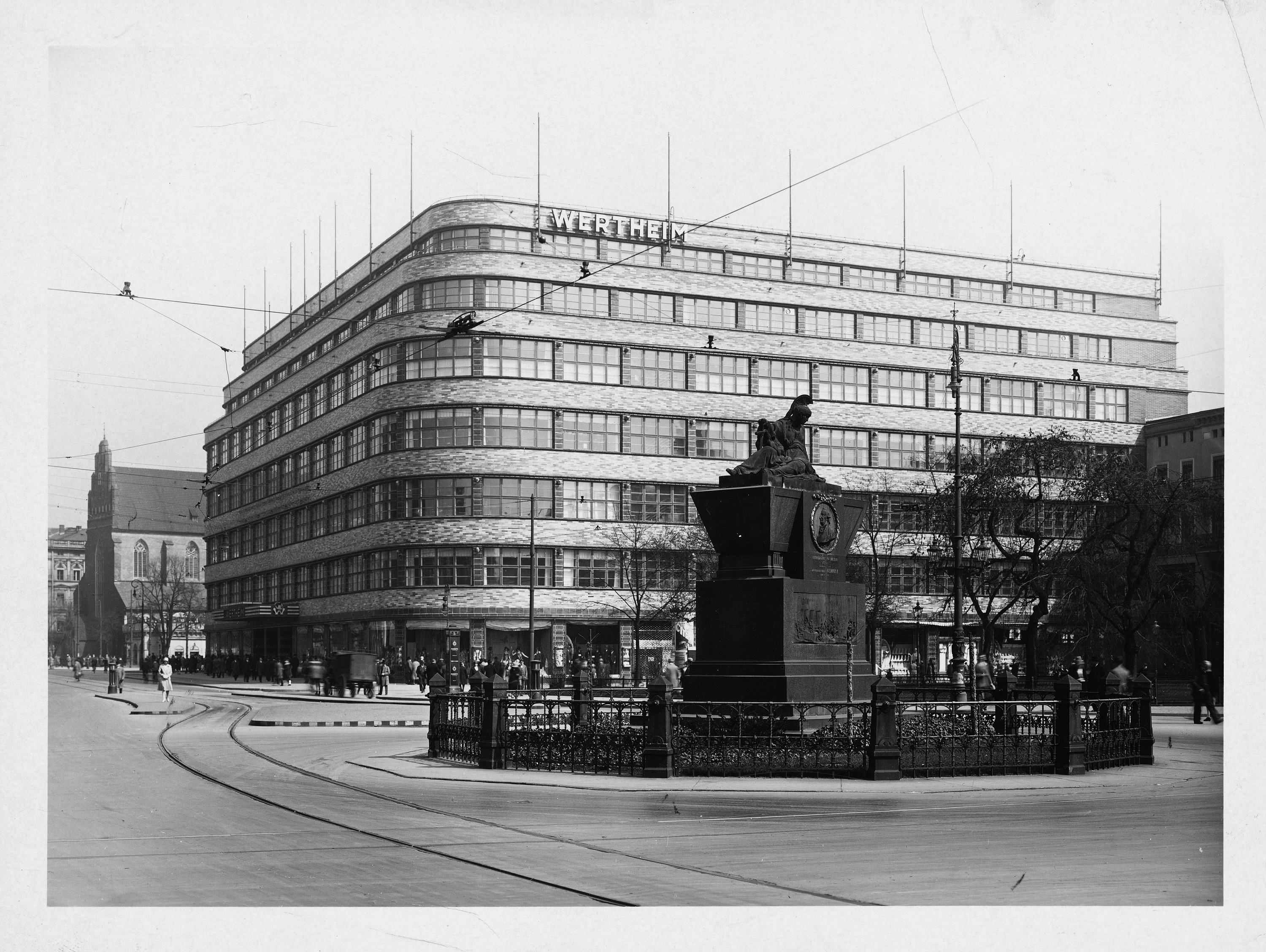
Warenhaus Wertheim in Breslau, 1929–1930
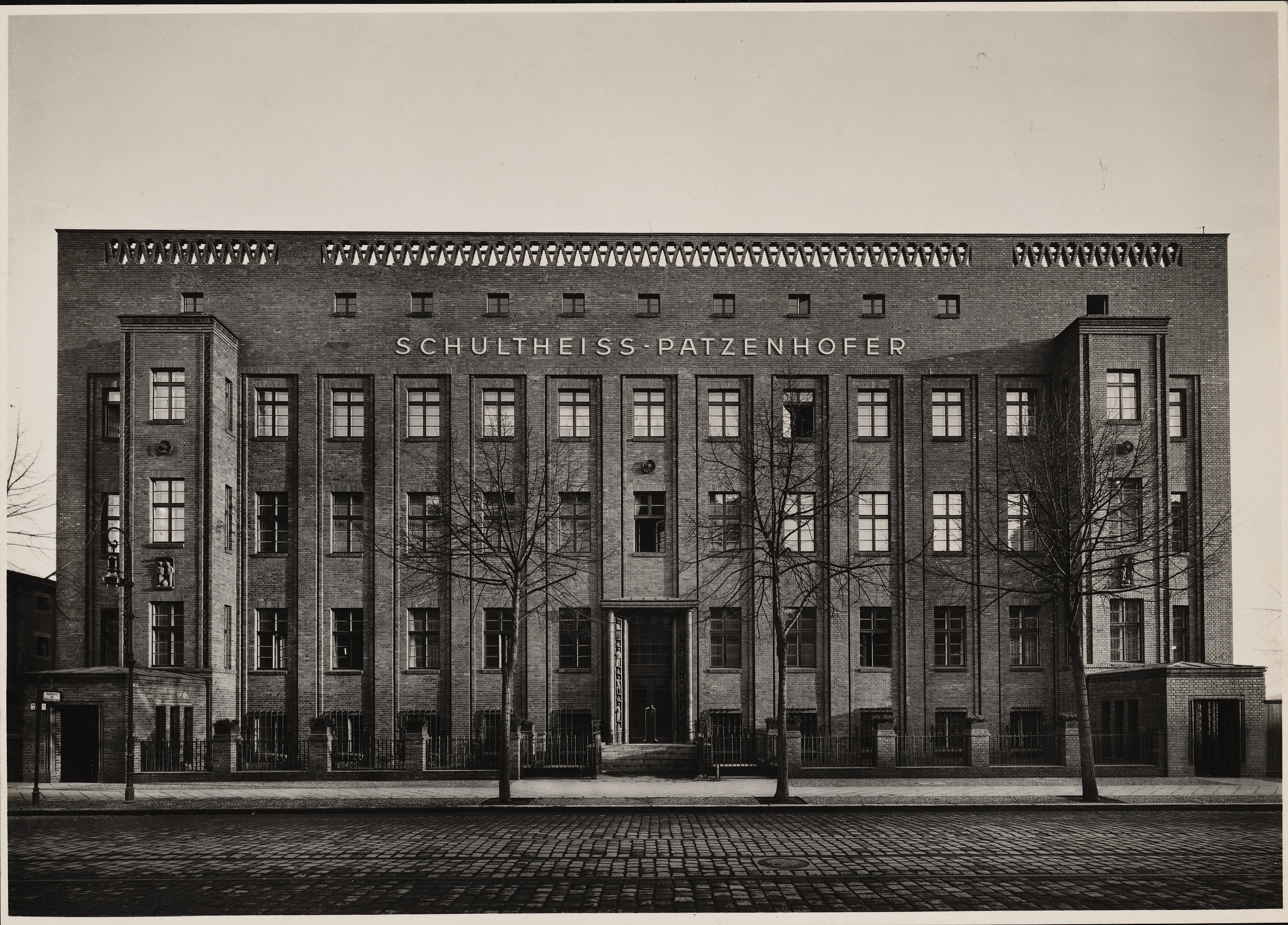
Verwaltungsgebäude der Schultheiß-Patzenhofer Brauerei AG in Spandau, 1927–1928
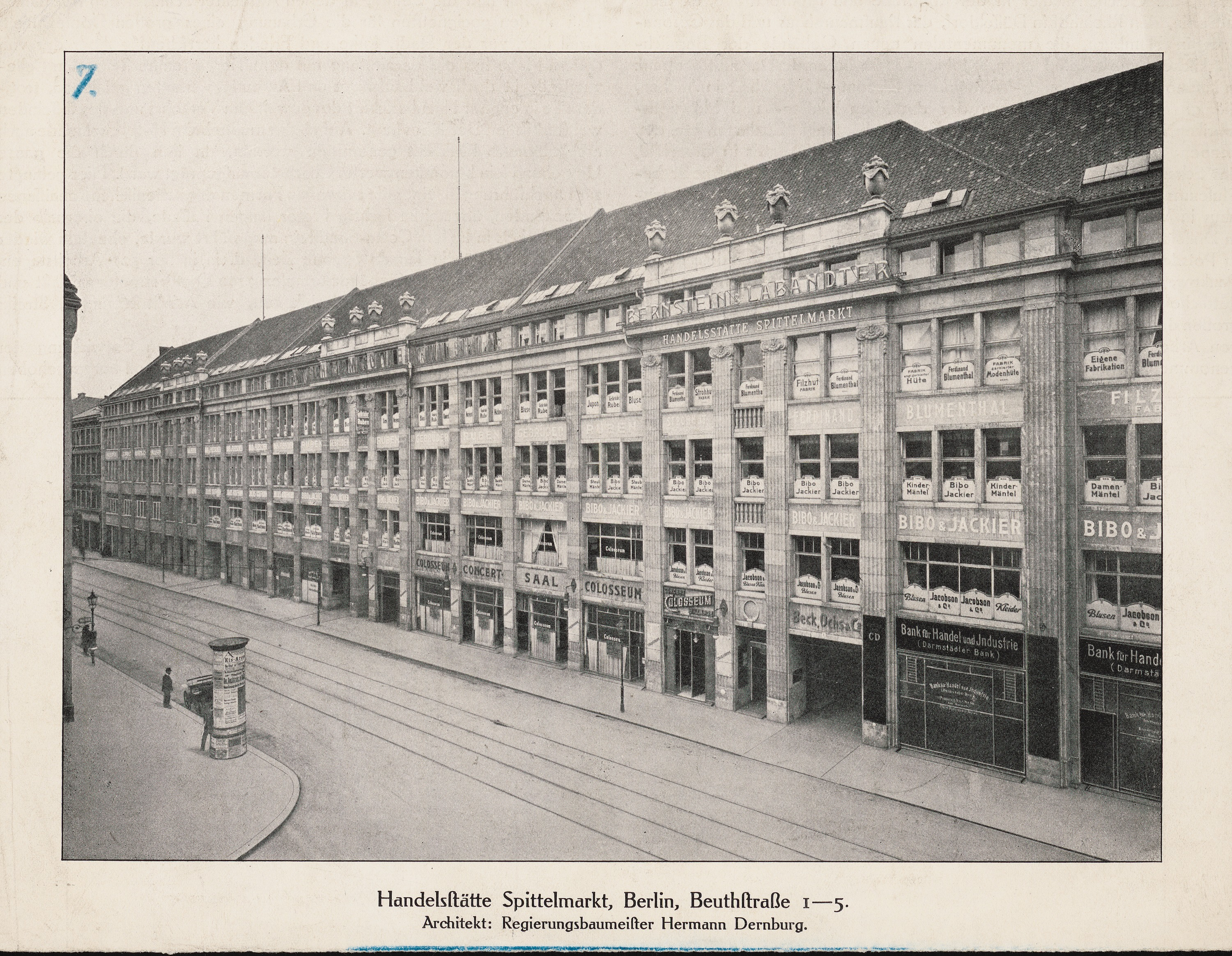
Geschäftshaus Spittelmarkt, Beuthstraße 1–5, Berlin
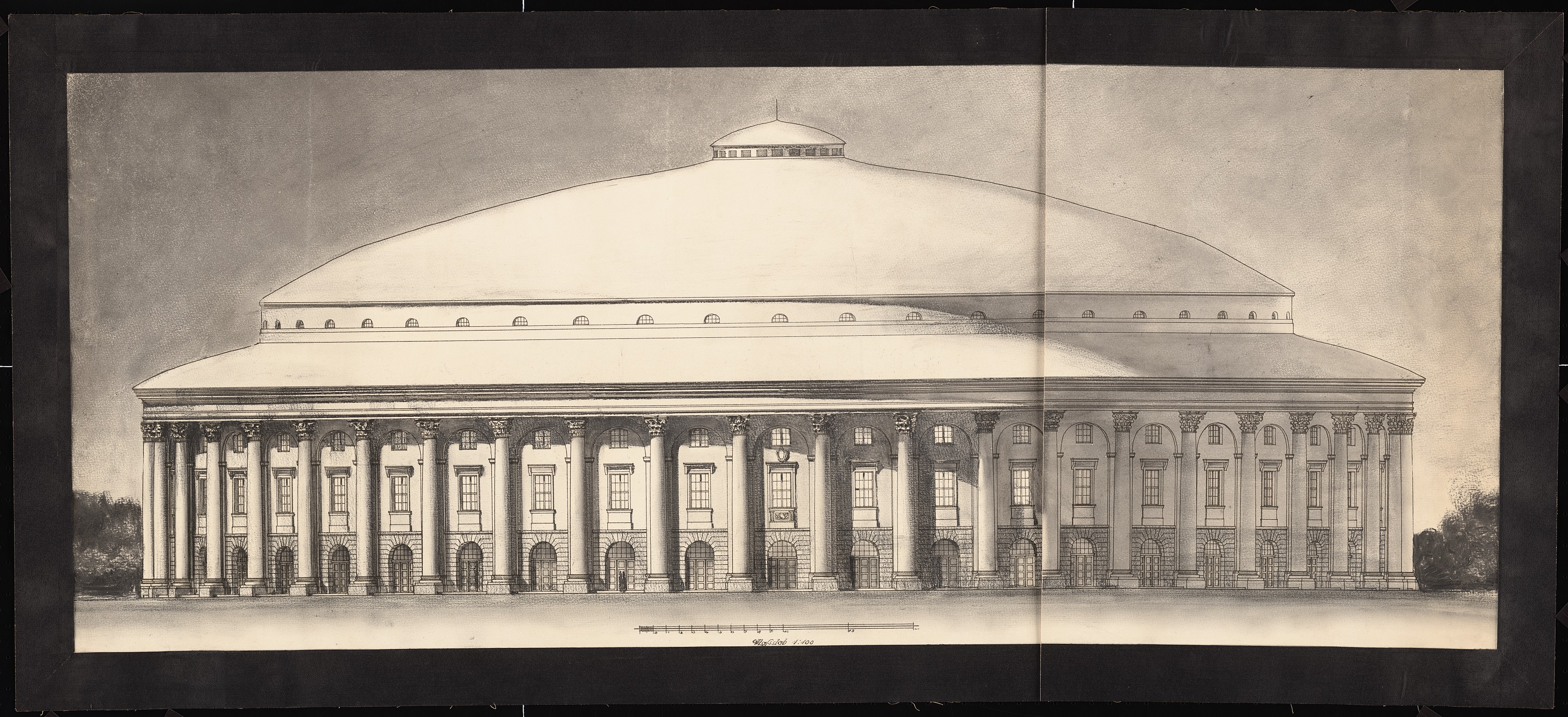
Entwurf Deutsches Festspielhaus (Theater der 10.000), Berlin, 1912
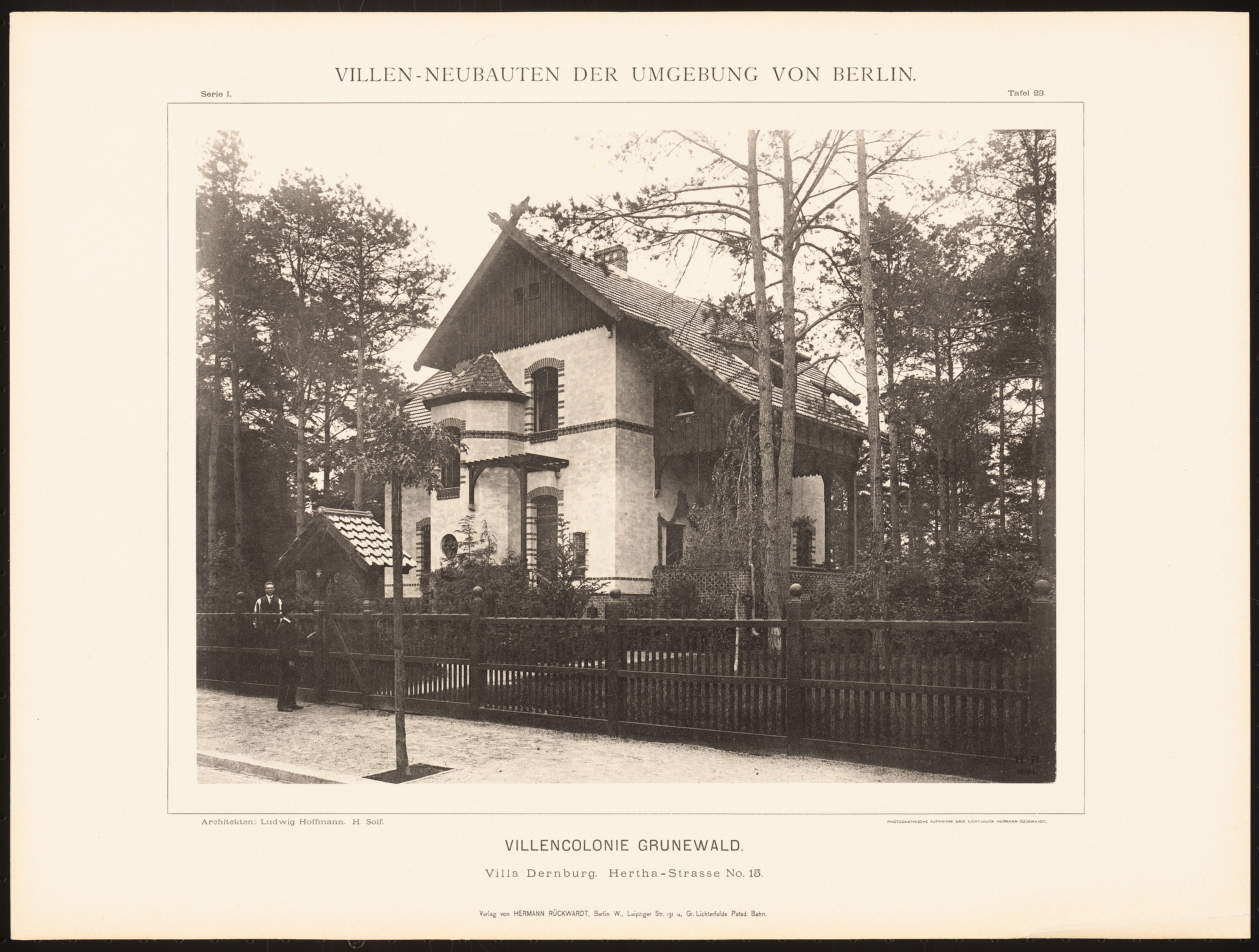
Villa Dernburg, Berlin-Grunewald, ca. 1900
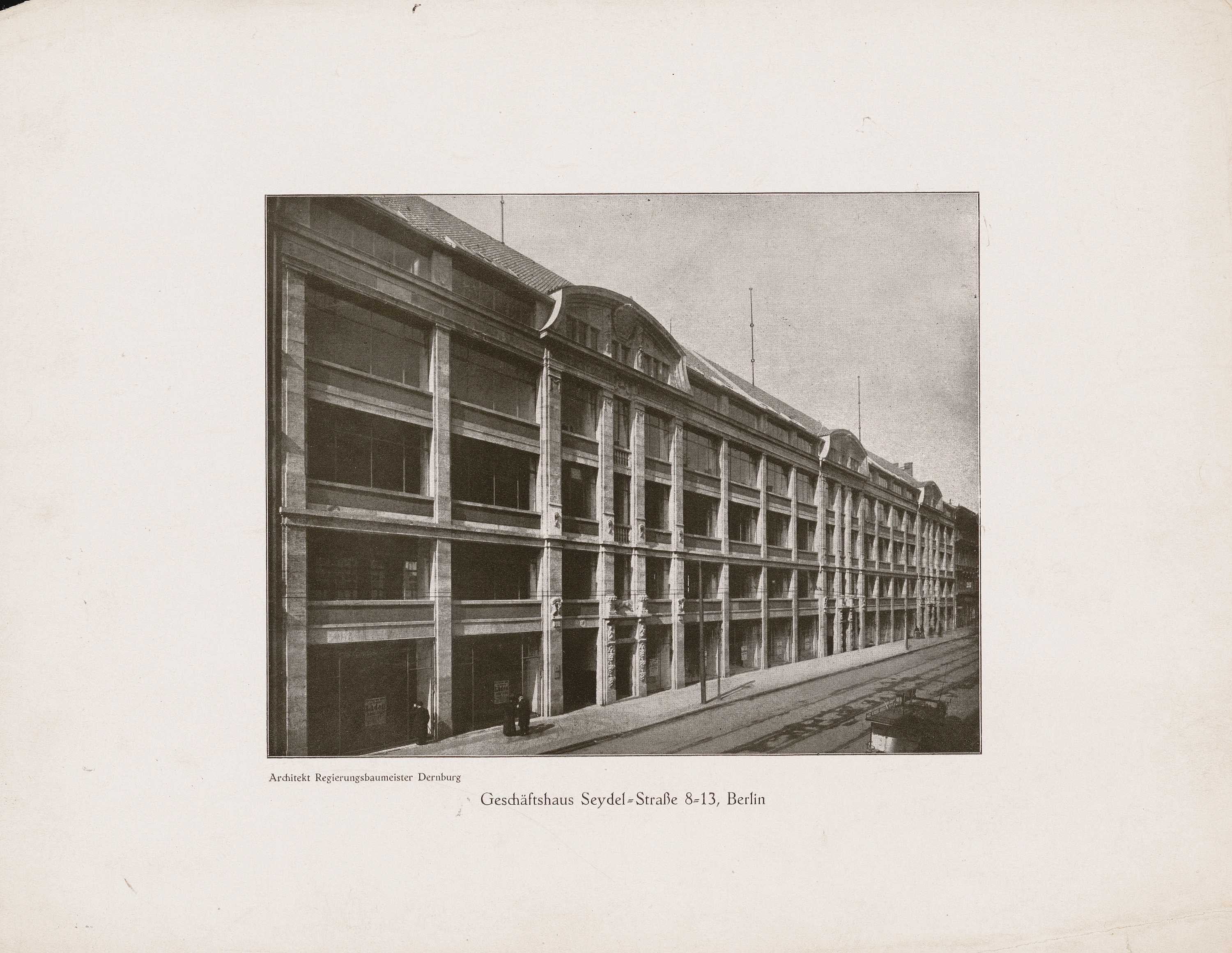
Geschäftshaus Seydelstraße, Berlin
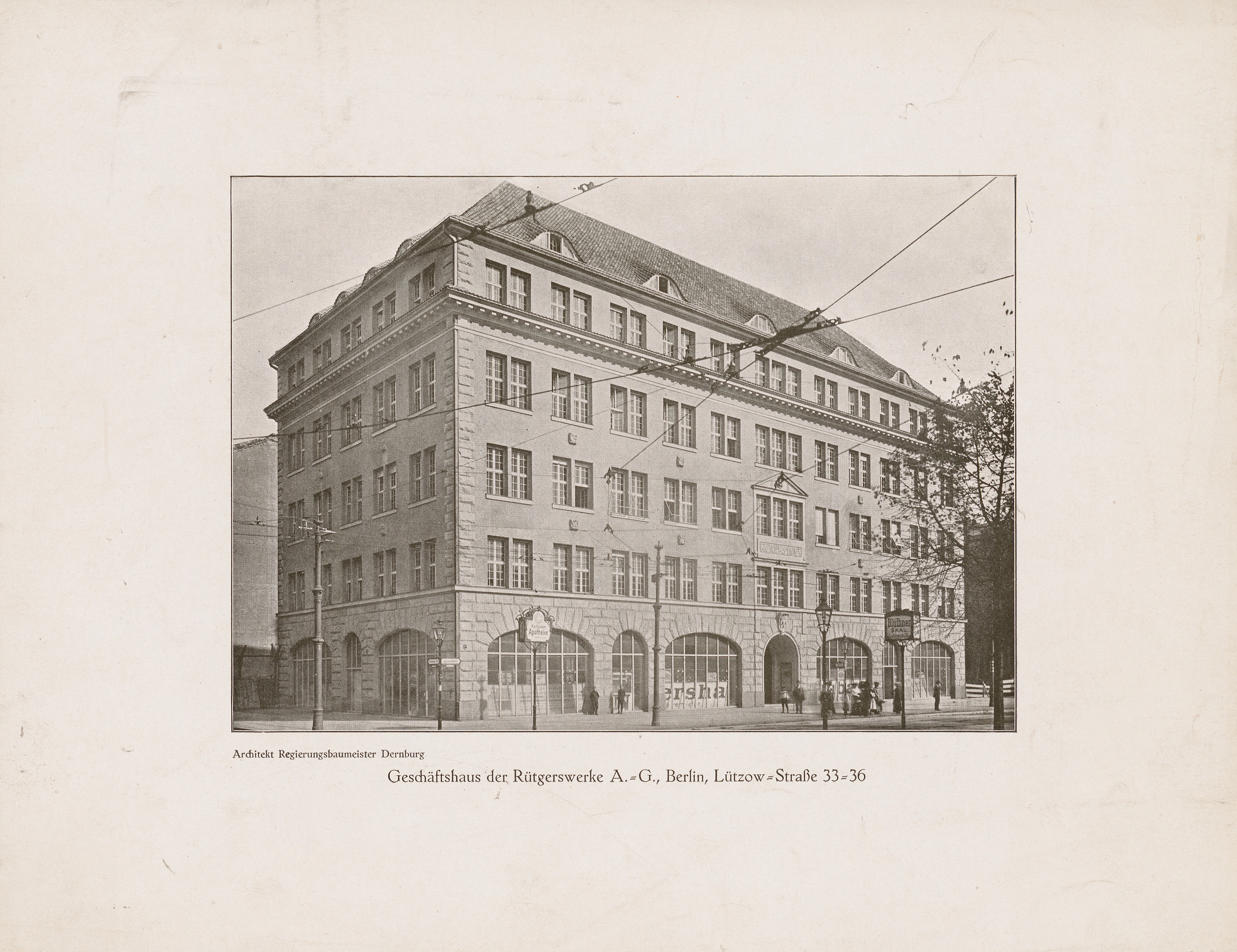
Geschäftshaus der Rütgerswerke, Berlin, 1909–1910